# Apechthis zapoteca
Apechthis zapoteca là một loài tò vò trong họ Ichneumonidae.